# Decazyx macrophyllus
Decazyx macrophyllus là một loài thực vật có hoa trong họ Cửu lý hương. Loài này được Pittier & S.F.Blake mô tả khoa học đầu tiên năm 1922.